# Enucleatie
Enucleatie is (in de betekenis van de oogheelkunde) het verwijderen van de oogbol, waarbij omliggende weefsels zoals de oogspieren en het ooglid niettemin intact blijven.
Andere vormen van oogchirurgie waarbij delen van het oog worden verwijderd zijn evisceratie (waarbij de sclera niet wordt weggenomen) en een verregaandere ingreep die exenteratie heet. Bij deze laatste ingreep wordt de hele oogkas leeggehaald, inclusief de omliggende spieren en vaak ook de oogleden.
Het bij zichzelf verrichten van enucleatie is een zeldzame vorm van zelfverminking die ook wel bekendstaat als oedipisme, een verwijzing naar de legendarische Oedipus.

## Redenen
Enucleatie kan nodig zijn bij:
- Bepaalde vormen van oogkanker (zoals retinoblastoom of melanoom).
- Ernstig oogletsel, waarbij het oog niet meer gered kan worden.
- Wanneer de eindfase van een glaucoom is bereikt.
- Bij voortdurende pijn aan het oog.
- Bij blindheid.
- Bij sympathische oftalmie, als moet worden voorkomen dat de ontsteking overslaat naar het andere oog.
- Bij overleden personen, zodat hun hoornvlies kan worden gebruikt voor een hoornvliestransplantatie (deze chirurgische ingreep staat bekend als keratoplastiek).
- Als het oog geen functie meer heeft (bijvoorbeeld door blindheid) en daarnaast voortdurend geïnfecteerd is.

## Gevolgen
Een mogelijk gevolg van een oogchirurgische ingreep zoals enucleatie is fantoompijn.